# Археологический парк Ксантена
Археологический парк Ксантена (нем. LVR-Archäologischer Park Xanten) — музей под открытым небом в городе Ксантене (федеральная земля Северный Рейн — Вестфалия). В музее сосредоточены как оригинальные, так и воссозданные архитектурные памятники римского города Colonia Ulpia Traiana («Колония Ульпия Траяна»). Также на территории археологического парка находится «Римский музей Ксантена».

Археологический парк был создан в 1975—1977 годах. Парк находится в ведении Рейнландского ландшафтного союза (LVR). При создании парка была перенесена федеральная автомагистраль № 57. Парк находится в состоянии развития и постоянно пополняется новыми реконструированными объектами. На сегодняшний день парк занимает территорию в 73 гектара.

Ежегодно в амфитеатре проводятся Летние фестивали. С 1989 года Археологический парк Ксантена устраивает «Международную Археологическую летнюю академию Ксантена», на которой студенты археологических факультетов из разных стран участвуют в проведении раскопок.

«Римский музей Ксантена» был открыт 16 августа 2008 года.

## Галерея

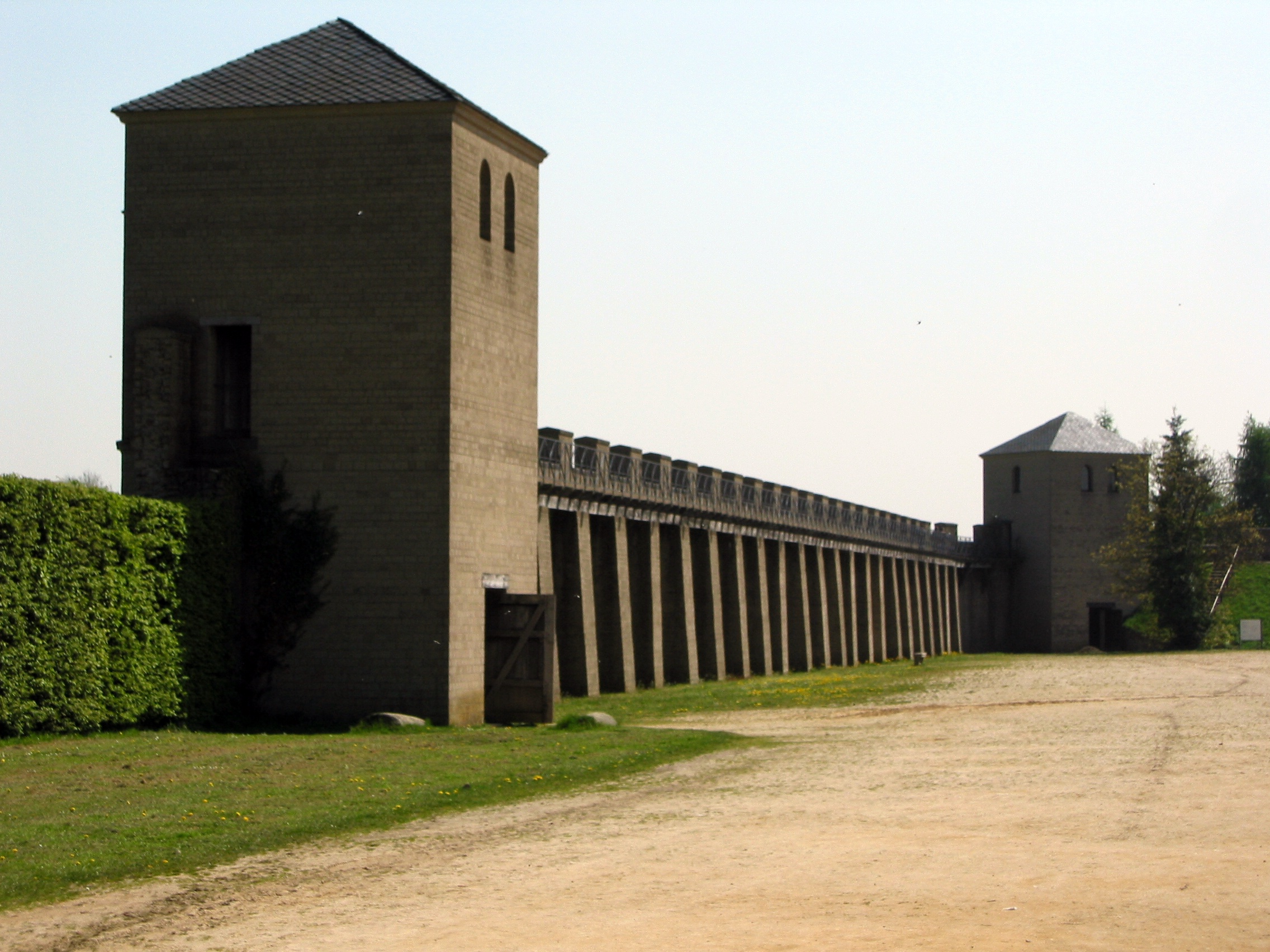
Фрагмент городской стены с башнями
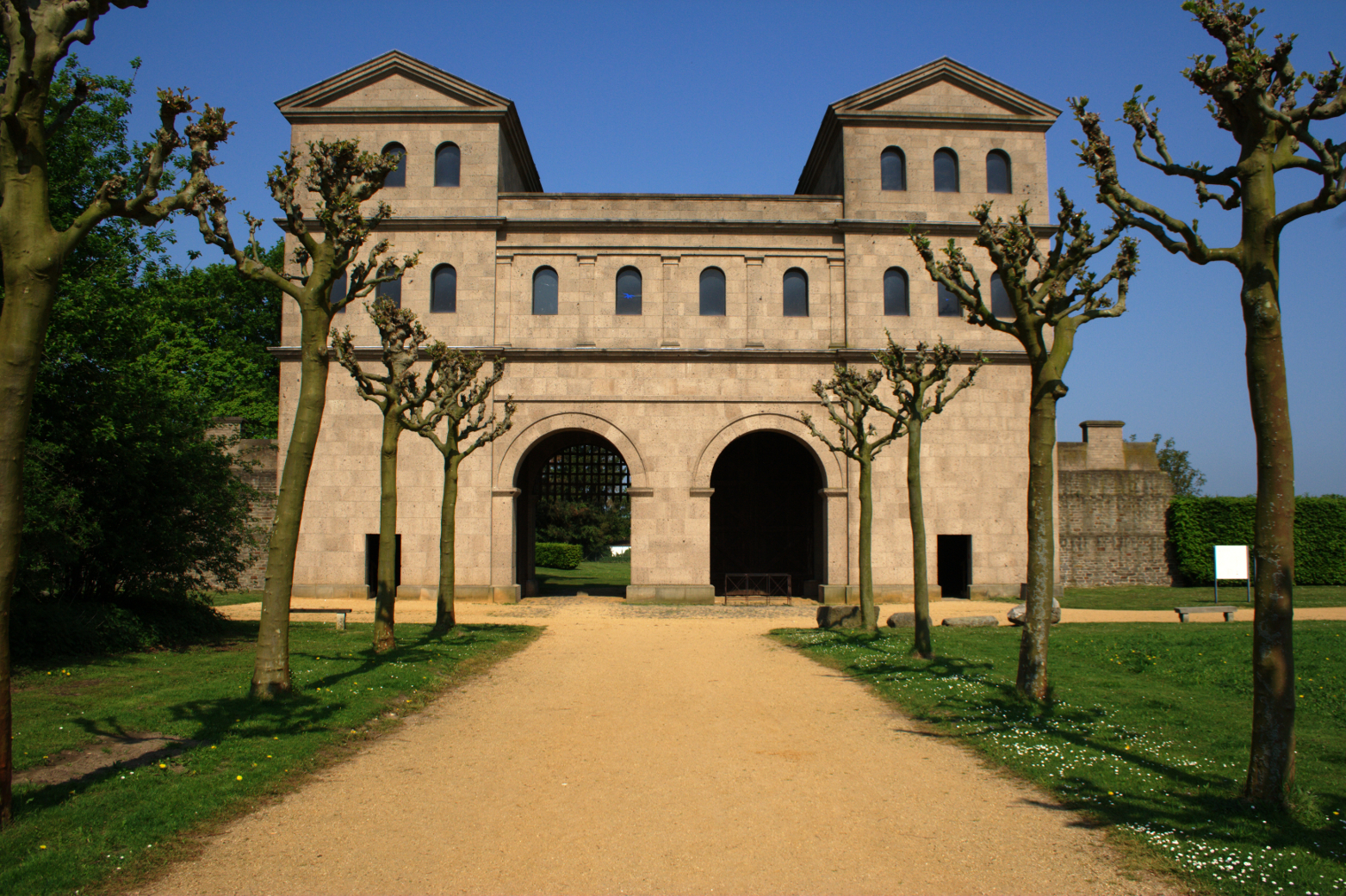
Городские ворота
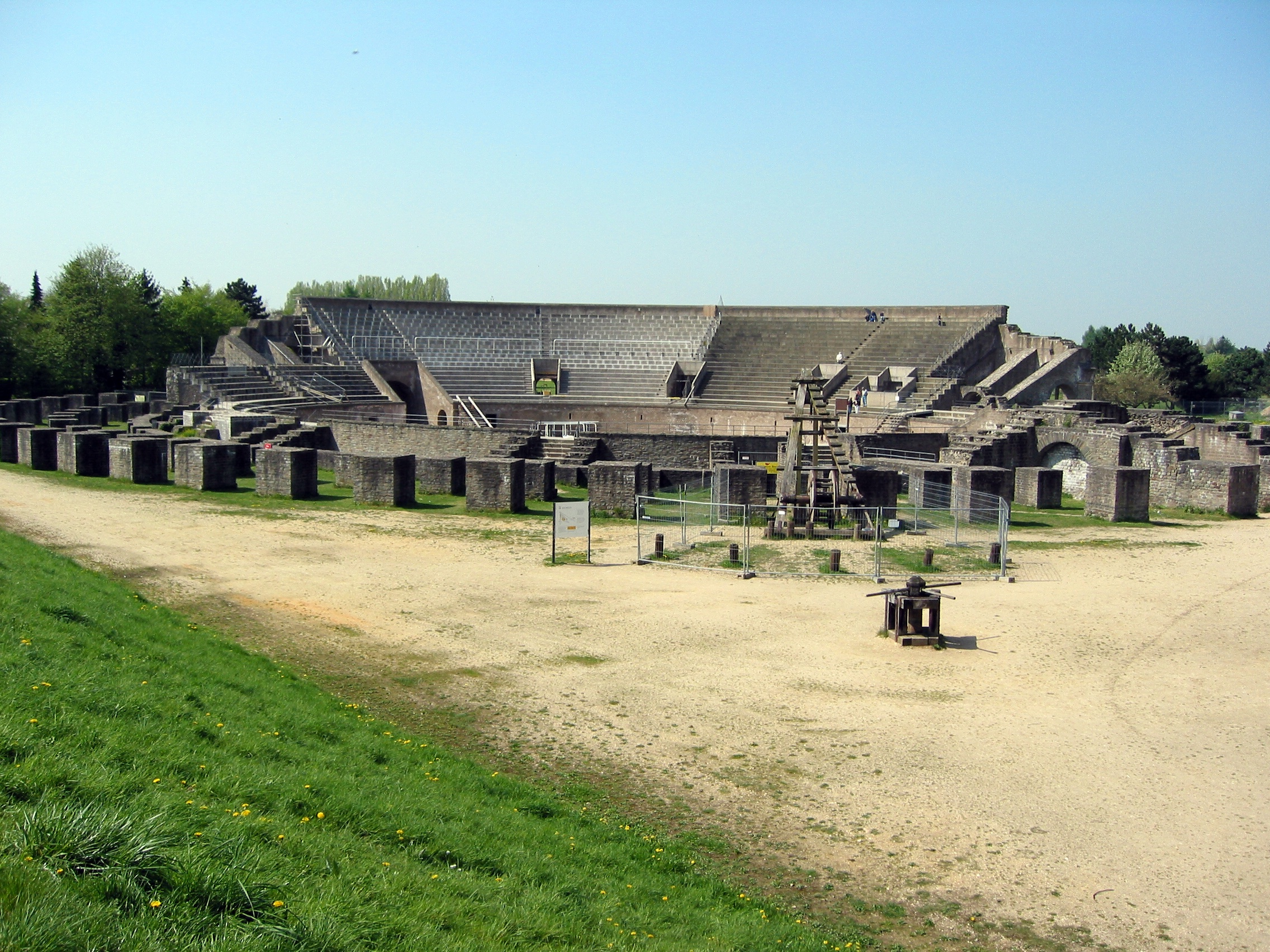
Амфитеатр
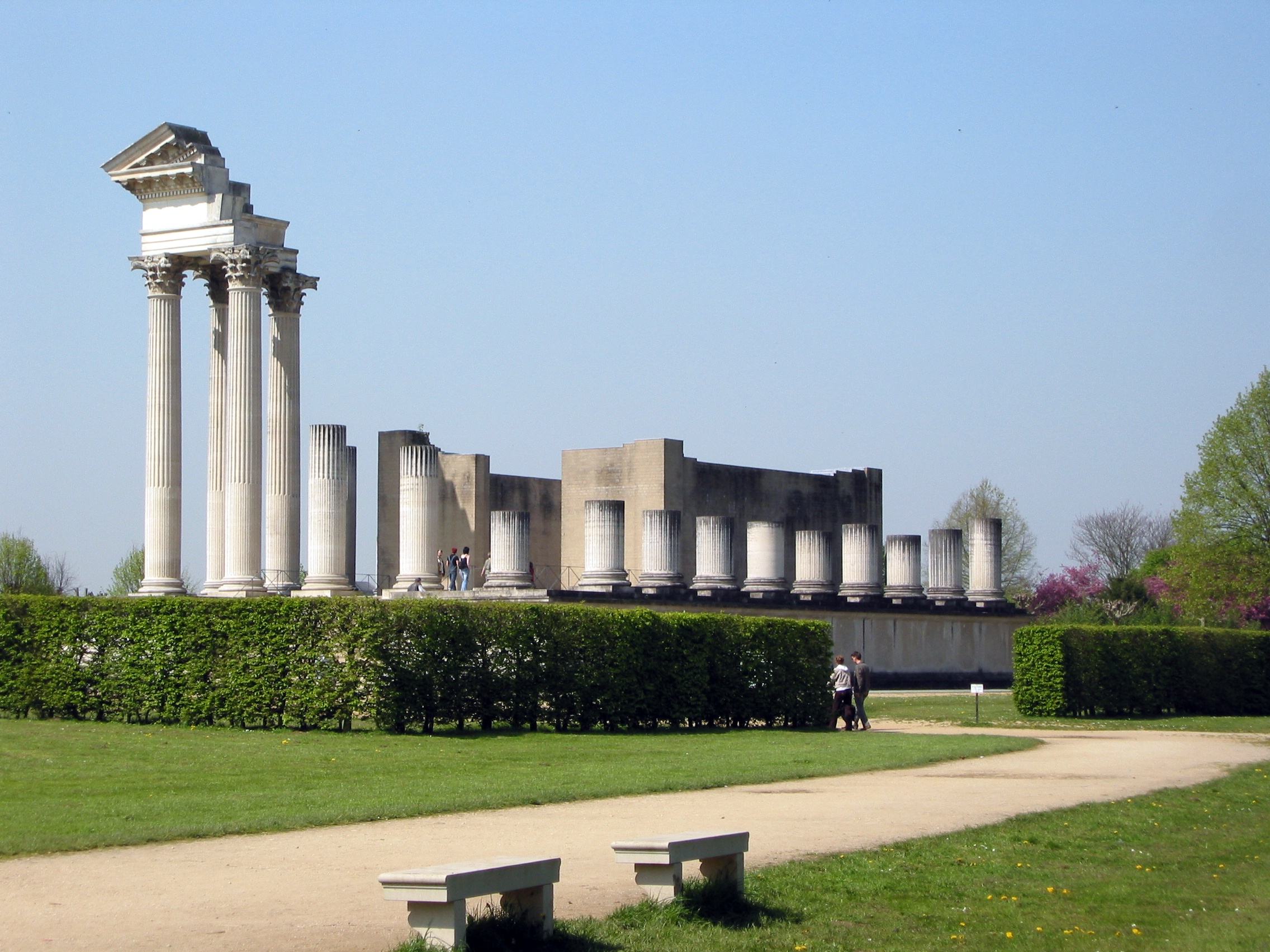
Портовый храм
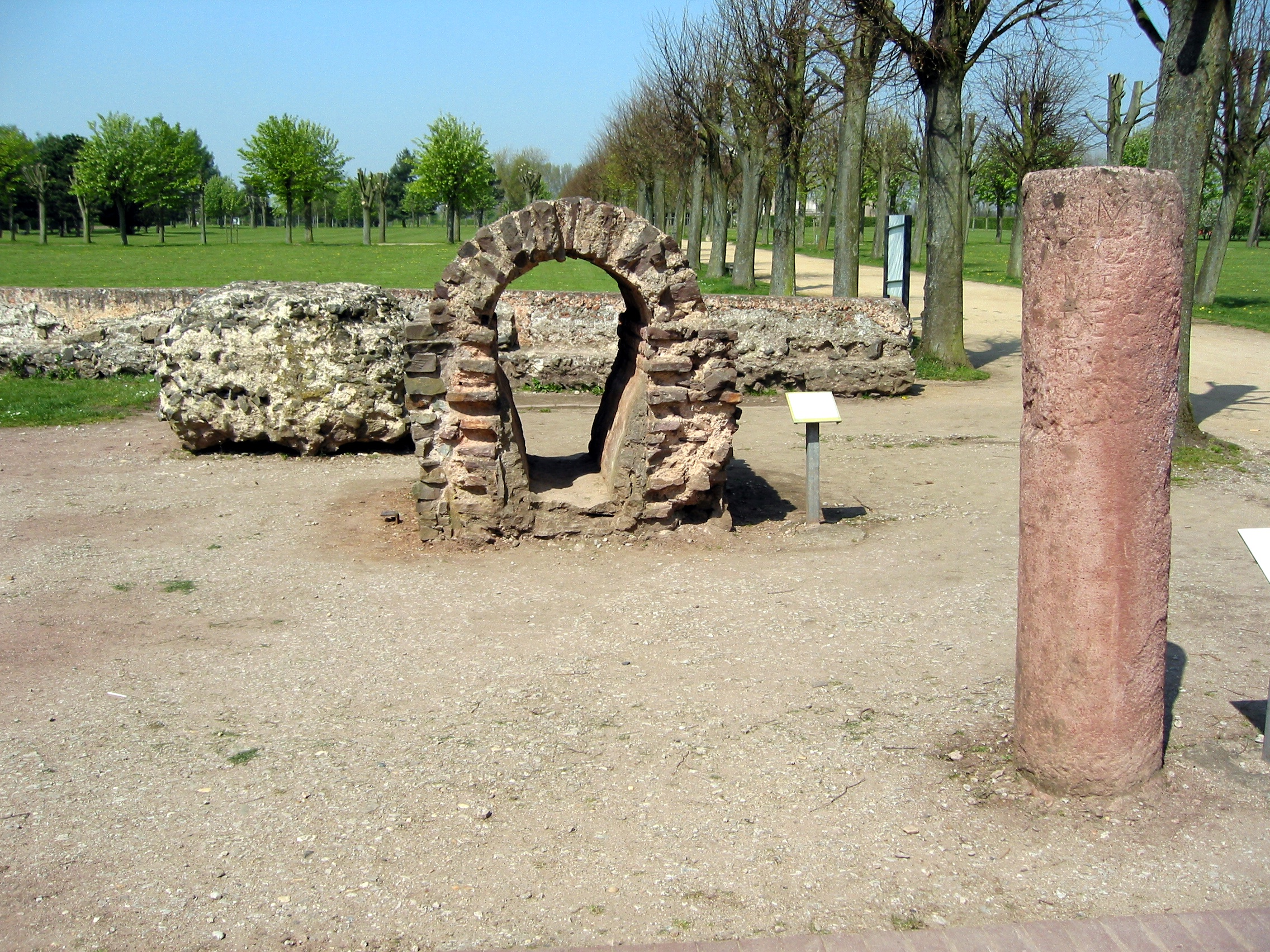
Фрагмент акведука (посередине) и мильный камень (справа)
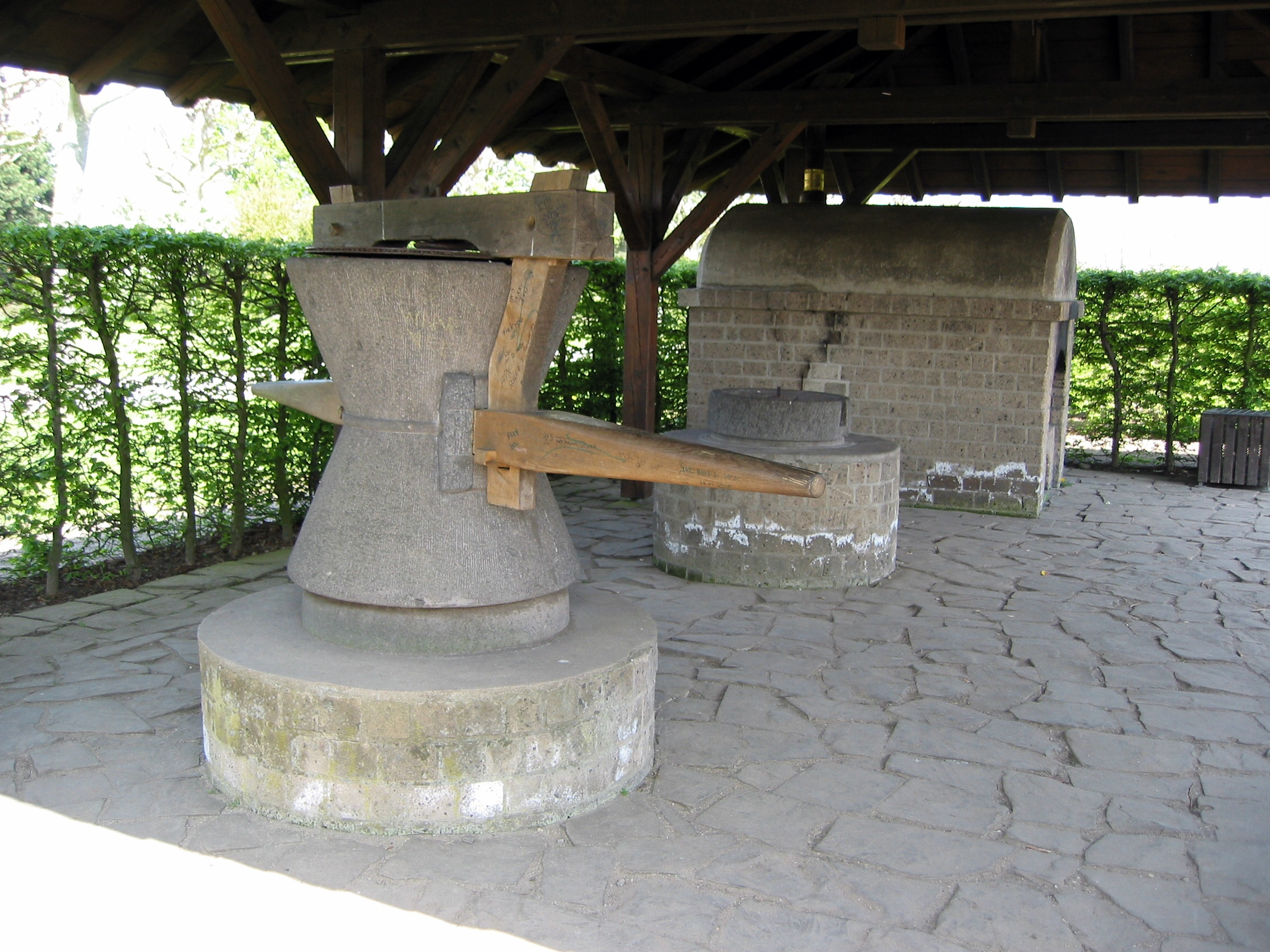
Зерновая мельница
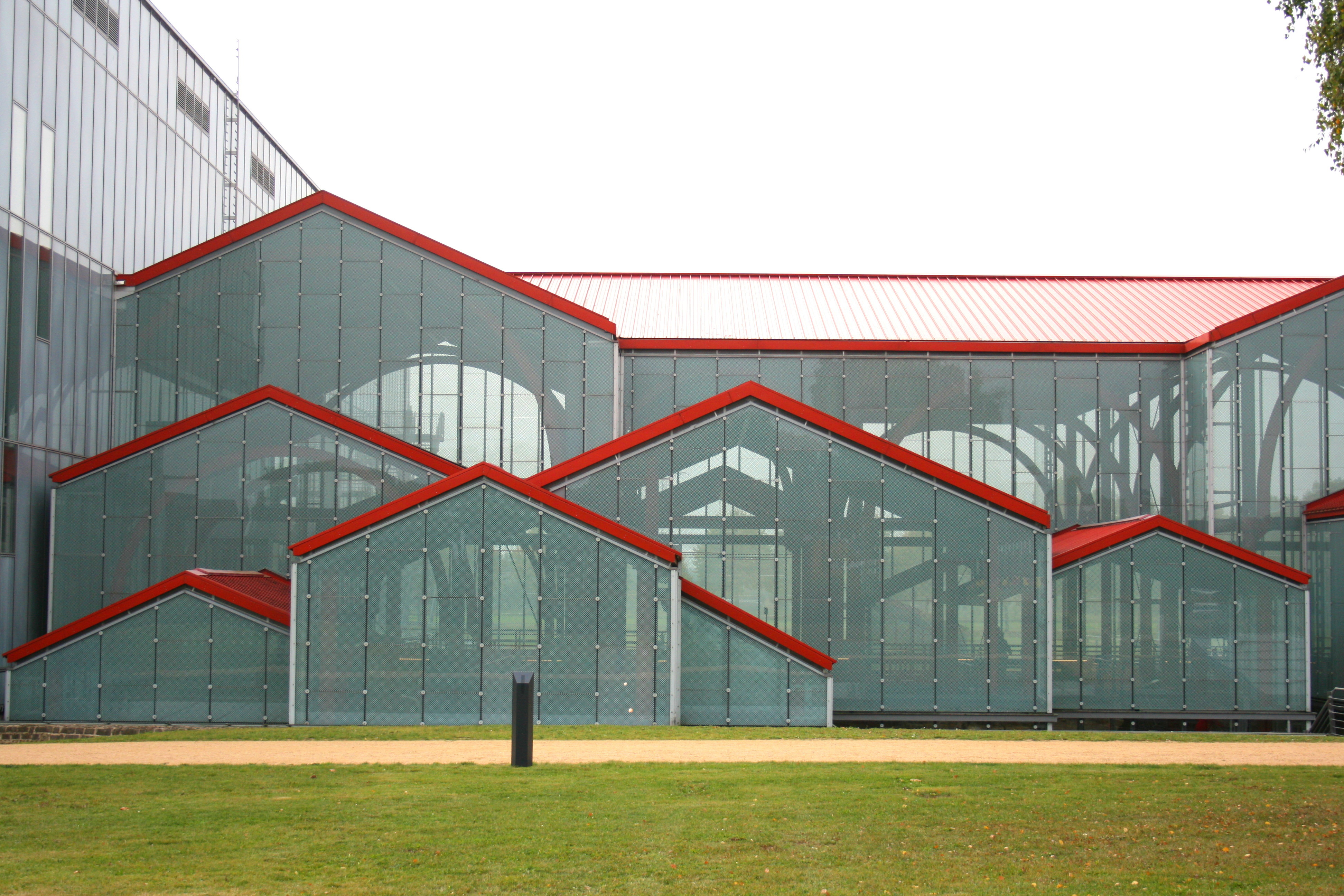
Павильон Римского музея